# Iqbal Theba
Iqbal Theba (pronunciado /ˈɪkbɑːl ˈteɪbə/, nascido 20 de dezembro de 1963) é um ator paquistânes-americano. Theba é conhecido por seu papel recorrente como diretor Figgins no programa Glee .

## Carreira
Theba tornou-se um rosto familiar na década de 1990, quando ele apareceu em vários programas de TV e comerciais nos Estados Unidos.
A grande oportunidade de Theba foi um papel no piloto da NBC, Death and Taxes. Embora tal piloto não tenha sido escolhido como série, levou a um papel recorrente para Theba no The George Carlin Show . Theba também teve breves papéis recorrentes em Married ... with Children e ER . Outros créditos incluem aparições no Nip / Tuck, Alias, Dois Homens e Meio, Bosch, Roseanne, Cozinha Confidencial, Chuck, JAG, Arrested Development, Hospital Infantil, The Tick, The West Wing, Amigos, Irmã Irmã, Seinfeld, Everybody Loves Raymond, King of the Hill, Weeds, Community e Transformers: Dark of the Moon. Theba também apareceu ao lado do colega de Glee, Mike O'Malley, em um episódio da sitcom Yes, Dear. Ele ainda teve um papel recorrente na série de comédia da ABC / CBS Family Matters .
Em 2009 e 2010, Theba atuou em dois episódios de Community - Introdução ao Cinema e Genealogia Básica - como Gobi Nadir, pai de Abed Nadir (interpretado por Danny Pudi). Ele também participou do seriado NCIS da CBS em 2012.
Ele também esteve no oitavo episódio da oitava temporada de Hell's Kitchen, quando participou do centésimo jantar.
Em 2017, Theba dublou Slav na segunda temporada de Voltron: Legendary Defender .

### Glee(2009–15)
O papel mais longevo de Theba é como o diretor Figgins na série de televisão da Fox, Glee. Ao longo das seis temporadas, Theba apareceu em 58 episódios.
Embora Figgins tenha sido inicialmente concebido como branco, o o paquitânes-americano Theba foi escalado para o papel. Ele acha que Figgins tem um caráter desafiador para representar, já que implica encontrar "a mistura certa de alguém que é uma figura de autoridade, mas que também é muito inseguro sobre suas próprias forças como pessoa".
Em 2012, Theba apareceu no primeiro e nono episódios da segunda temporada do The Glee Project .

### The Brink(2015)
Theba interpretou o general Umair Zaman, um general paquistanês que decreta um golpe militar na nova série de comédia da HBO, The Brink, criada pelos irmãos Roberto Benabib e Kim Benabib.

### Green Book(2018)
Theba interpretou Amit, assistente do Dr. Donald Shirley .
Messiah (2020)
Theba interpreta um dos membros do Conselho da presidência dos EUA.

## Vida pessoal
Theba nasceu em Karachi, no Paquistão. Ele pertence ao clã Theba, um grupo que fala Gujarati originário de Sindh .
Theba frequentou a Universidade de Oklahoma para estudar engenharia civil em 1981, mas abandonou para buscar a carreira de ator em Nova York. Ele é bacharel em Engenharia de  GerenciamentoConstrução. Theba retornou à Universidade de Oklahoma para se formar em atuação em 1986. Mudou-se para Los Angeles, Califórnia em 1991, depois de obter o diploma de atuação.
Ele é casado e tem dois filhos: um filho, Mikael e uma filha, Ranya.